# Клехо малий
Клехо малий (Hemiprocne comata) — вид серпокрильцеподібних птахів родини клехових (Hemiprocnidae).

## Поширення
Вид мешкає в тропічних низинних дощових лісах на Малайському півострові, Суматрі, Калімантані і Філіппінах.

## Опис
Птах завдовжки 15-17 см, вага — 20-26 г. Оперення тулуба темно-бронзове. Крила чорні з окремим бронзовими та білими маховими перами. Голова та горло чорні. На голові є невеликий нечітний чубчик. Від вуздечки до потилиці проходять чіткі білі брови, від щоки до задньої частини шиї — вуса такого ж кольору. Пір'я, що накриває вуха, у самців темно-каштанове, у самок — синьо-зелене. Хвіст вилчастий, чорний.

## Спосіб життя
Ведуть осілий спосіб життя. Трапляються поодинці або парами. Полює на дрібних летючих комах між кронами дерев. Може збирати поживу з листя дерев.

## Розмноження
Сезон розмноження триває з лютого по серпень. Гніздо будується обома батьками з пір'я на тонкій гілці на висоті 8-40 м. У гнізді одне біле яйце. Яйце розташоване в гнізді строго вертикально і ймовірно приклеєне до гнізда слиною. Яйце по черзі висиджують обидва партнери.

## Підвиди
- Hemiprocne comata comata (Temminck, 1824), поширений в основній частині ареалу;
- Hemiprocne comata major (Hartert , 1895), Філіппіни.